# Ravin du Brusquet
Pour les articles homonymes, voir Ravin du Brusquet (homonymie).
 (mai 2014).
Le Ravin du Brusquet est un ruisseau français, qui coule dans le département des Alpes-de-Haute-Provence et la région Provence-Alpes-Côte d'Azur et un affluent du Ravin de la Prée donc un sous-affluent du Rhône par le Coulon et la Durance.

## Géographie
Le Ravin du Brusquet, long de 18,6 km, est un sous affluent du Rhône, via le Calavon. Il prend sa source à moins d'un kilomètre du Pas de Redortier et de la Crête de la Faye (1 214 m).
Il coule globalement du nord vers le sud et passe à l'ouest de la Rédoune (1 368 m) et du GR 6 de Pays Tour de la Montagne de Lure.
Il conflue sur la commune de Simiane-la-Rotonde, avec le Combe du Buis, à l'altitude 680 m pour former le Ravin de la Grand-Combe s'appelant plus loin le Ravin de la Prée. La confluence est entre les  lieux-dits la Brûlade, les ruines Barret, les ruines Babelet et les Coustètes.

## Communes et cantons traversés
Dans le seul département des  Alpes-de-Haute-Provence, le Ravin du Brusquet traverse quatre communes et un canton :
- dans le sens amont vers aval : Redortiers (source), Revest-du-Bion, Montsalier, Simiane-la-Rotonde (confluence).

Soit en termes de cantons, le Ravin du Brusquet prend source et conflue dans le même canton de Banon.

## Affluents
Il n'a pas d'affluent connu. Donc son rang de Strahler est de un.